# Composizioni di Henry Litolff

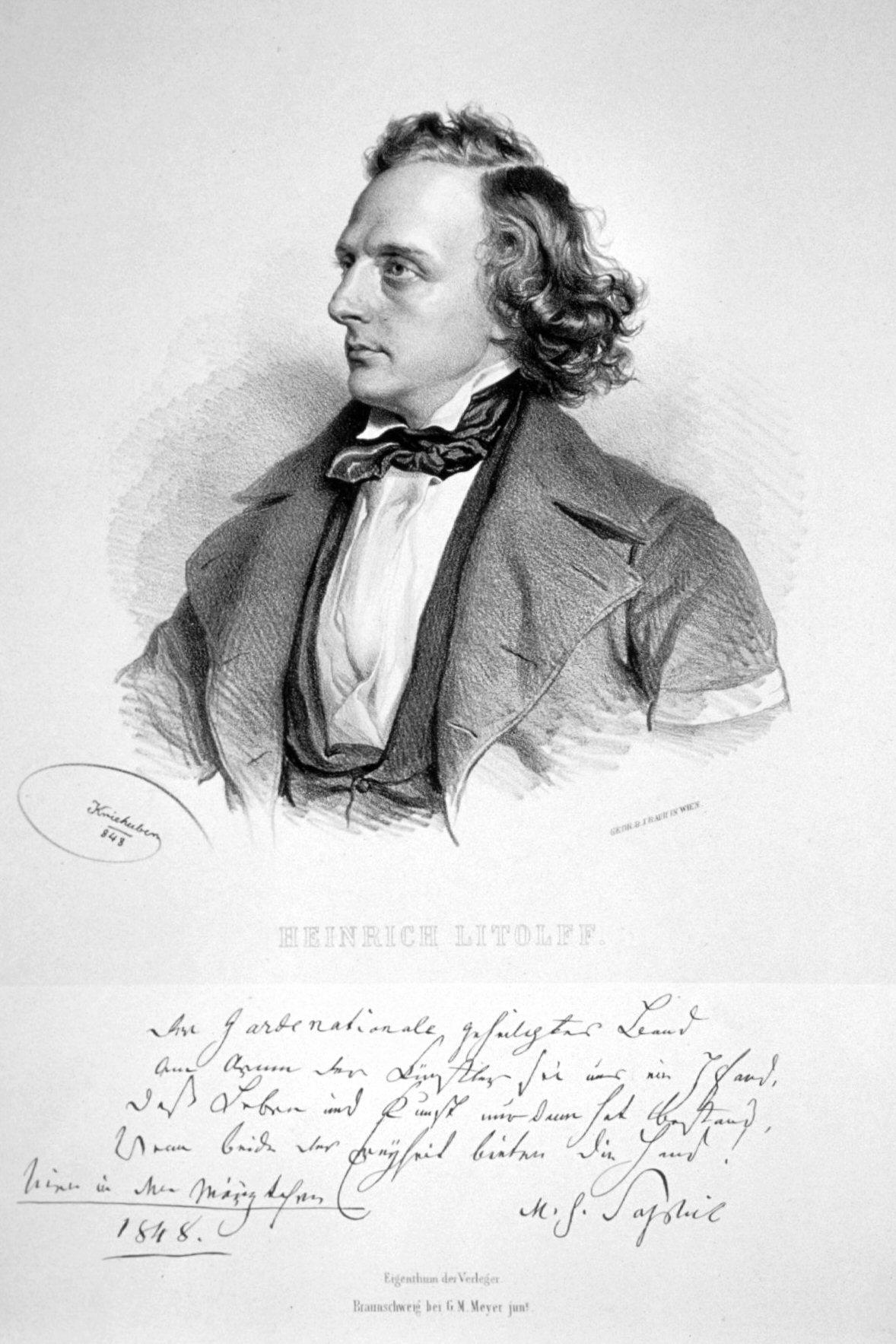
Henry Litolff, litografia di Josef Kriehuber, 1843.

Questa è una lista di composizioni di Henry Litolff.

## Orchestrali
- Concerto Sinfonico n.1 per pianoforte e orchestra in re minore [andato perduto]
- Concerto Sinfonico n.2 per pianoforte e orchestra in si minore, Op. 22 (1844)
- Rêve d’un captif, per violino e orchestra, Op. 41
- Eroica, concerto sinfonico per violino e orchestra, Op. 42 (c.1846)
- Concerto Sinfonico n.3 (National Hollandais) per pianoforte e orchestra in mi bemolle maggiore, Op. 45 (c.1846)
- Rêve d’amour, per violino e orchestra, Op. 53
- Le Dernier Jour de la Terreur (in seguito rinominato Maximilien Robespierre), dramma sinfonico n.1 (poi ridefinito come Ouverture zum Trauerspiel), Op. 55 (c.1850-52)
- Serenade, per violino e orchestra, Op. 61
- Les Girondins (Die Girondisten), dramma sinfonico n.2 (poi ridefinito come Ouverture zum Trauerspiel), Op. 80 (c.1850-52)
- Les Guelfes (in seguito rinominato Das Welfenlied von Gustav von Meyern), dramma sinfonico n.3 (poi ridefinito come Ouverture heroique), Op. 99 (c.1850-52)
- Chant des Belges, dramma sinfonico n.4 (poi ridefinito come Ouverture dramatique), Op. 101 (c.1850-52)
- Concerto Sinfonico n.4 per pianoforte e orchestra in re minore, Op. 102 (1851-52)
- A la mémoire de Meyerbeer, marcia funebre, Op. 116 (1864)
- Concerto Sinfonico n.5 per pianoforte e orchestra in do minore, Op. 123 (c.1867)

## Musica da Camera
- Trio per pianoforte n.1 in re minore, Op. 47 (1850)
- Trio per pianoforte n.2 in mi bemolle, Op. 56 (c.1850)
- Quartetto d'archi in do, Op. 60 (1851)
- Serenade per violino e pianoforte (o violoncello e pianoforte), Op. 91 (1851)
- Trio per pianoforte n.3 in do minore, Op. 100 (c.1854)

## Per Pianoforte Solista
- Rondo élégant, Op. 2
- Grande Marche fantastique, Op. 3
- Rèverie au Bal, grande valzer, Op. 5
- Fantasia sull'Othello di Rossini, Op. 6
- 3 Mazurche, Op. 17
- 2 Etudes de Concert, Op. 18
- Souvenir de Lucia de Lammermoor, Op. 19
- Grande Caprice de Concert de Lucrezia Borgia, Op. 20
- Grande Fantaisie-Caprice de Concert de Robert le Diable, Op. 21
- 6 Opuscules, Op. 25
- 3 Caprices en forme de Valse, Op. 28
- Moments de Tristesse, 2 notturni
- Invitation à la Polka, Op. 31
- 3 Lieder senza parole, Op. 31 [sic]
- Die Preußische Post, Op. 35
- Invitation à la Tarantelle, Op. 36
- Grand Caprice de Concert en forme de l'Étude, Op. 37
- Souvenirs de la Pologne, 3 mazurche, Op. 40
- Souvenirs d'Harzburg, Op. 43
- Promenade du Soir au Bord du Rhin, fantasia, Op. 44
- Feuille d'Album, Op. 50
- 3 Lieder senza parole, Op. 51
- 3 Pezzi caratteristici, Op. 54
- Terpsichore, studio di bravura, Op. 57
- Souvenir d'Enfance, Op. 59
- Serenata, Op. 61
- Notturno, Op. 62
- Le Retour, pezzo da concerto, Op. 63
- Elegia, Op. 64
- 6 Arabesche, Op. 65
- Valzer di Bravura, Op. 66
- 3 Idyilli, Op. 70
- 3 Acquerelli, Op. 71
- La Harpe d'Eole, Op. 72
- Ballata, op.73
- Souvenir d'un beau Jour, pensiero musicale, Op. 74
- Une Fleur du Bal, Op. 77
- Chant d'amour, studio, Op. 78
- Tarantelle infernale, Op. 79
- Spinnlied n.1, Op. 81 (1850)
- 3 Schizzi musicali, Op. 82
- 6 Lieder senza parole, Op. 83
- Grande Valzer brillante, Op. 89
- Romanza, Op. 90
- Perles harmoniques, Op. 95
- Chant du Printemps, impromptu, Op. 96
- Bacchanale, scherzo, Op. 97
- 3 Impromptus, Op. 98
- Spinnlied No.2, Op. 104 (1860)
- Maitau, Lied senza parole, Op. 105
- Les Octaves, pezzo da concerto, Op. 106 (1860)
- Valzer elegante, Op. 107
- Polka caratteristica, Op. 108
- La Mazurka, impromptu, Op. 109
- Andante, Op. 110
- La Chasse, studio da concerto, Op. 111
- Le Carnaval de Paris, Op. 112
- Melodia, Op. 113
- Souvenir de Vienne, capriccio, Op. 114
- Scherzo, Op. 115
- A la mémoire de Meyerbeer, marcia funebre, Op. 116 (1864)
- Impressions de Voyage, Op. 117
- Neckende Geister, impromptu, Op. 124
- Dernière Aurore, Lied senza parole, Op. 125
- Frascati-Valse, Op. 126
- Der Abendstern, valzer, Op. 127

## Corali
- Ruth et Boaz, oratorio (1869)
- Scenen aus Goethe's Faust, per soli, coro e orchestra, Op. 103 (c.1875)

## Per Voci Soliste
- 3 Lieder (O Herz lass ab zu zagen; Wolle keiner mich fragen; Das sterbende Kind), Op. 46
- Das neue Lied, Op. 48
- 3 Lieder (Nächtliche Wanderung; Liebesahnung; Trennung von der Geliebten), Op. 49
- 3 Lieder (Mein Herz; Abendlied; Einsamkeit), Op. 52
- 3 Lieder (Widmung; Vergissmeinnicht; Meine Furcht), Op. 58
- 2 Lieder (Mein Herz allein; Des Schäfers Sonntagslied), Op. 67
- Mein Herz ist krank, Op. 76

## Opere Liriche
- Salvator Rosa (1845)
- Catherine Howard (1847)
- Die Braut von Kynast, grande opera romantica in 3 atti (1847)
- Le chevalier Nahal, ou La gageure du diable, opera comica in 3 atti (1866)
- La boîte de Pandore, opera buffa in 3 atti (1871)
- Héloïse et Abélard, opera comica in 3 atti (1872)
- La belle au bois dormant, opera fatata in 3 atti (1874)
- La fiancée du roi de Garbe, opera comica in 4 atti (1874)
- La mandragore, opera comica in 3 atti (1875-76)
- Les templiers, opera in 5 atti (1885-86)
- L'escadron volant de la reine, opera comica in 3 atti (1888)
- Le roi Lear, opera in 3 atti (1890) [incompiuta]